# Rügischer Erbfolgekrieg
Der Rügische Erbfolgekrieg war eine Auseinandersetzung zwischen dem Herzogtum Pommern und dem Herzogtum Mecklenburg um die Nachfolge im Fürstentum Rügen nach dem Tod Wizlaws III., des letzten Fürsten von Rügen. Der Erste Rügische Erbfolgekrieg entbrannte 1326, als der nach einem Aufstand geflohene dänische König sowohl die Fürsten Pommerns als auch die Mecklenburgs und Werles mit dem rügischen Fürstentum belehnte. Er endete 1328 mit dem Frieden von Brudersdorf. Die dabei an Mecklenburg verpfändeten Festlandsanteile des Fürstentums Rügen wollten die Pommernherzöge nach 1340 ohne Zahlung der Pfandsumme zurückerhalten. Die Folge war der Zweite Rügische Erbfolgekrieg, der 1354 mit dem Frieden von Stralsund und der Vereinigung des ehemaligen Fürstentums Rügen mit dem Herzogtum Pommern-Wolgast endete.

## Vorgeschichte
Nach der Eroberung der später Jaromarsburg genannten Tempelburg bei Arkona 1168 durch die Dänen unter König Waldemar I. und Bischof Absalon von Roeskilde mussten die Fürsten von Rügen die dänische Lehnshoheit anerkennen. Die rügischen Fürsten mussten bei Regierungsantritt die Belehnung durch den dänischen König bestätigen lassen und waren zu militärischer Unterstützung der Dänen verpflichtet.
1304 übernahm Wizlaw III. von Rügen nach dem Tode seines Bruders Sambor die Alleinherrschaft. Da er zu diesem Zeitpunkt keine Nachkommen hatte, bestand bereits die Möglichkeit, dass das rügische Fürstenhaus aussterben könnte. Daher schloss er 1310 in Ribnitz einen Erbvertrag mit dem dänischen König Erik VI. Menved, seinem Lehnsherren. Vereinbart wurde, dass beim Tode Wizlaws ohne Erben das rügische Lehen an die dänische Krone zurückfallen würde. Erik VI. Menved versuchte seine Macht im südlichen Ostseeraum auszubauen und dabei den Einfluss der Hansestädte wie Stralsund zurückzudrängen. Dabei bediente er sich neben dem Rügenfürsten vor allem des Fürsten Heinrich II. von Mecklenburg. Nach dem Tode Erik VI. Menveds 1319 wurde der Vertrag von 1310 hinfällig und Wizlaw III. suchte Verbündete in den Pommernherzögen. Am 5. Mai 1321 schlossen die Herzöge Wartislaw IV. von Pommern-Wolgast sowie Otto I. und Barnim III. von Pommern-Stettin mit Wizlaw III. von Rügen einen Erbverbrüderungsvertrag. Wartislaw IV., der Sohn von Wizlaws Schwester Margarete, hatte bereits am 25. Oktober 1315 in einem Bündnisvertrag mit Eriks Bruder Christoph von Halland, dem späteren dänischen König Christoph II., die Zusage für die Übertragung des rügischen Lehens bekommen.

## Erster Rügischer Erbfolgekrieg
Mit dem Tod Wizlaws am 8. November 1325 endete das rügische Fürstenhaus in der männlichen Linie. Wartislaw IV. übernahm das Fürstentum Rügen und erwartete die Belehnung durch König Christoph II. Ein Aufstand in Dänemark zwang jedoch Christoph II., Dänemark zu verlassen und Zuflucht bei seinen mecklenburgischen Vasallen zu suchen. Christoph versprach am 4. Mai 1326 den Fürsten von Mecklenburg und Werle die Belehnung mit den rügischen Besitzungen. Christoph traf sich jedoch bereits Anfang Juni in Barth mit Wartislaw und überreichte ihm die sieben Lehensfahnen. Um sich abzusichern, schloss Wartislaw am 14. Juli 1326 ein Bündnis mit dem neuen dänischen Machthaber, dem Grafen Gerhard III. von Holstein, Vormund des minderjährigen Königs Waldemar III. von Dänemark.
Als Wartislaw IV. am 1. August 1326 nach kurzer Krankheit starb, hinterließ er drei unmündige Söhne. Gerhard von Holstein erkannte diese als Nachfolger an. Der im Mecklenburgischen lebende Christoph II. jedoch vergab das rügische Lehen am 6. August an Heinrich II. von Mecklenburg und die Fürsten von Werle, die ihm dafür militärische Unterstützung zur Wiedergewinnung des dänischen Throns leisten sollten. Heinrich nutzte die Lage und besetzte ab Spätsommer 1326 die zum Fürstentum Rügen gehörenden westlichen Festlandsgebiete. Die Städte Barth und Grimmen kapitulierten nach kurzer Belagerung. Die Stadt Loitz ergab sich kampflos, das Schloss wurde jedoch von der Besatzung gehalten.
Die Hansestädte Stralsund, Greifswald, Anklam und Demmin verbündeten sich mit dem holsteinischen Grafen. Die Witwe Wartislaws fand mit ihren Kindern Zuflucht in Greifswald. Gerhard von Holstein kam im September 1326 mit 600 Berittenen nach Stralsund und eroberte Loitz zurück. Nach Aushandlung eines Waffenstillstandsvertrages mit Mecklenburg reiste er im Oktober 1326 wieder nach Dänemark ab. Bald darauf erhielten die Herzöge von Pommern-Stettin die Vormundschaft über ihre Wolgaster Verwandten. Die Herzoginwitwe kehrte mit ihren Kindern ins Wolgaster Schloss zurück. Nach dem Bekanntwerden einer geplanten Entführung durch die auf Spantekow und Altwigshagen ansässigen Ritter von Schwerin wurde der älteste Sohn Bogislaw erneut nach Greifswald in Sicherheit gebracht.
Im Juli 1327 kam es erneut zu Kämpfen. Nach dem erfolglosen Beschuss von Demmin zog Heinrich II. von Mecklenburg am 16. August 1327 vor die Tore von Greifswald. Da sie gegen die Verteidigung der Greifswalder nichts ausrichten konnten, zogen die Mecklenburger weiter bis ins Gebiet von Wusterhusen und verwüsteten dabei die umliegenden Siedlungen bis Wolgast. Am folgenden Tag marschierte das mecklenburgische Heer nach Loitz und errichtete eine befestigte Stellung auf dem Schopendamm, die Schopenburg. Da von den Dänen unter Gerhard von Holstein keine Hilfe geleistet wurde, wandten sich die vorpommerschen Städte mit der Bitte um Unterstützung an die Stettiner Herzöge. Anfang Oktober zogen die Mecklenburger von Grimmen und Ekberg in die Nähe von Greifswald und raubten dort 40 Kühe. Sie wurden von 600 Greifswalder Bürgern und schwerbewaffneten Reitern verfolgt. Die Mecklenburger wurden bei Griebenow vollständig geschlagen. Weitere militärische Aktionen der Pommern hatten geringere Erfolge oder blieben, wie die Belagerung der Schopenburg bei Loitz im März 1328, erfolglos.
Im April 1328 wandte sich Heinrich gegen das Herzogtum Pommern-Stettin und zog in Richtung Treptow an der Tollense. Die pommerschen Truppen waren durch die Kämpfe gegen die Brandenburger gebunden. Daher mussten die Grafen von Gützkow mit Unterstützung von Truppen aus Demmin und Treptow gegen Heinrich II. kämpfen und schlugen diesen bei Völschow entscheidend.

## Frieden von Brudersdorf
Am 27. Juni 1328 wurde in Brudersdorf bei Dargun ein Friedensvertrag zwischen Herzog Barnim III. von Stettin, als Vormund der Söhne Wartislaws IV., sowie Heinrich II. von Mecklenburg und Johann von Werle geschlossen. Gegen eine Abfindung von 31.000 Mark Silber nach Kölnischem Gewicht, zu zahlen in den nächsten 12 Jahren, erklärten die Mecklenburger ihren Verzicht auf das Fürstentum Rügen. Als Pfand erhielten sie dafür den westlichen Teil der rügischen Festlandsbesitzungen, die Landschaften Barth, Grimmen und Tribsees.

## Zweiter Rügischer Erbfolgekrieg
Im Dezember 1340 war die Zahlung der Pfandsumme fällig. Da diese nicht erfolgte, verfielen die verpfändeten Ländereien an die Mecklenburger. Allerdings erfolgte keine Belehnung der mecklenburgischen Fürsten durch den dänischen König Waldemar IV. Atterdag. Im Herbst 1342 erlangte der pommersche Marschall Wedego Bugenhagen die Kontrolle über Grimmen. Im September 1343 gelang es den Mecklenburgern unter Albrecht II. die Stadt zu stürmen. Durch Vermittlung der Städte Stralsund und Greifswald wurde dann im Oktober 1343 ein Waffenstillstand vereinbart. Ein vereinbartes Schiedsgericht kam nicht zustande. Waldemar IV. Atterdag als bisheriger Lehnsherr vermied eine Entscheidung, da er befürchten musste, dass die unterlegene Partei von ihm abfallen würde.
Da die Söhne Wartislaw IV. von Pommern-Wolgast die verpfändeten Gebiete nicht einlösen konnten, diese aber trotzdem zurückforderten, kam es 1351 zu erneuten Kämpfen mit den Mecklenburgern. Mit der Unterstützung durch Barnim III. von Pommern-Stettin wurde das vom Ritter Klaus Hahn geführte Heer der Mecklenburger am 25. Oktober 1351 auf dem Schopendamm bei Loitz vernichtend geschlagen. Dabei fiel auf Seite der Pommern der Graf Johann V. der Jüngere von Gützkow. Da die Gützkower Grafen damit ohne männliche Nachkommen waren, wurde die Grafschaft Gützkow nach dem Tod des Grafen Johann III. nach 1359 durch die Herzöge eingezogen.

## Frieden von Stralsund
1354 gab Mecklenburg im Frieden von Stralsund seine Ansprüche auf Grimmen und Barth auf. Tribsees kam erst 1355 an Pommern, da es zum Leibgedinge der Witwe Wizlaws III., Anna von Lindow-Ruppin gehörte, die Heinrich II. geheiratet hatte. Damit war das gesamte ehemalige Fürstentum Rügen mit dem Herzogtum Pommern-Wolgast vereinigt.